# アリ・マールル
アリ・マールル（Ali Maâloul、1990年1月1日 - ）は、チュニジア・スファックス出身のプロサッカー選手。エジプト・プレミアリーグ・アル・アハリ所属。チュニジア代表。ポジションはディフェンダー。

## 経歴

### クラブ
地元クラブのCSスファクシアンでプロキャリアをスタート。2014-2015シーズンよりキャプテンに就任。2015-2016シーズン、ディフェンダーとしてはリーグ新記録となる14ゴールを挙げた。
2016年7月、75万ドルでアル・アハリに移籍。

### 代表
2013年7月のモロッコ戦でチュニジア代表デビュー。

## 代表歴

### 出場大会
- チュニジア代表
  - 2018 FIFAワールドカップ
  - 2022 FIFAワールドカップ

### 試合数
- 国際Aマッチ 87試合 3得点（2013年-）[2]

| チュニジア代表 | 国際Aマッチ | 国際Aマッチ |
| 年             | 出場        | 得点        |
| -------------- | ----------- | ----------- |
| 2013           | 1           | 0           |
| 2014           | 7           | 0           |
| 2015           | 12          | 0           |
| 2016           | 11          | 0           |
| 2017           | 11          | 0           |
| 2018           | 8           | 0           |
| 2019           | 9           | 0           |
| 2020           | 4           | 1           |
| 2021           | 11          | 1           |
| 2022           | 9           | 0           |
| 2023           | 4           | 1           |
| 2024           |             |             |
| 通算           | 87          | 3           |

## タイトル

### クラブ
スファクシアン
- CAFコンフェデレーションカップ (1) : 2013
- チュニジア・リーグ (1) : 2013

### 個人
- チュニジア・リーグ得点王 (1) : 2016